# Battle Masters
Battle Masters è un gioco da tavolo prodotto dalla Milton Bradley (MB) in collaborazione con Games Workshop nel 1992. È un gioco che simula la tipologia di battaglie viste in Warhammer Fantasy Battle, ma con meccaniche di gioco molto più semplificate. Questo gioco, così come i cugini HeroQuest e StarQuest, è stato ideato da Stephen Baker, il quale in seguito avrebbe sviluppato Heroscape.
In Italia il gioco ha mantenuto il nome originale inglese, ma in altri paesi è stato rinominato: in Germania è stato chiamato Die Claymore-Saga, in Francia Seigneurs de guerre e nei Paesi Bassi Ridderstrijd.

## Meccanica di gioco
Battle Masters si basa sulla battaglia tra le forze del bene, rappresentate dall'Impero, e quelle del male, ovvero quelle del Caos, composte da forze dello stesso Caos e di Orchi e Goblin, creature facenti parte dell'universo di Warhammer Fantasy.
Si gioca su un tappetino di grandi dimensioni (circa un metro e mezzo di lato) raffigurante il campo di battaglia e suddiviso in esagoni, ovvero le "caselle" in cui le unità che compongono gli eserciti possono muoversi. Il gioco include un gran numero di miniature in plastica prodotte dalla Games Workshop ed in tutto simili a quelle di Warhammer. La differenza è che le miniature non sono montate su delle basette singole, bensì in gruppi su basi di grandi dimensioni, ognuna rappresentante un'unità. Normalmente le unità di fanteria contano 5 elementi ciascuna, mentre quelle di cavalleria 3.
Le miniature presenti nella confezione non sono dipinte, in modo da consentire ai giocatori di decorarle a piacimento. Tuttavia il gioco include degli adesivi che possono essere applicati immediatamente, principalmente come decorazione per gli scudi delle miniature.
Oltre alle miniature, la confezione del gioco contiene altri elementi che caratterizzano ulteriormente il campo di battaglia. Si tratta di:
- Una torre in plastica che può ospitare un'unità, la quale riceve dei bonus negli scontri affrontati durante la sua permanenza in cima ad essa
- 4 barriere che impediscono il movimento delle unità tra due esagoni adiacenti
- 4 tasselli che vanno a ricoprire ognuno un esagono del campo di battaglia introducendovi l'elemento stampato su di essi. Si tratta in particolare di acquitrini o piccole paludi, nel qual caso l'esagono in questione risulta inaccessibile, di guadi, che vanno applicati solo sul fiume che scorre lungo il campo di battaglia che in tal modo può essere attraversato in tal punto, oppure di trincee, che danno vantaggi all'unità che vi entra e dalla quale combatte.

Il manuale del gioco include le indicazioni su come allestire il campo di battaglia se si sceglie di giocare la serie di battaglie che compongono la campagna presentata dal manuale.
Una partita si sviluppa in turni, ognuno dei quali prevede l'estrazione di una delle 59 carte battaglia. Ognuna di queste carte riporta l'immagine di una o più delle unità presenti in uno dei due schieramenti. Tali unità possono quindi muovere di un esagono e successivamente attaccare nel turno in corso (con l'eccezione di balestrieri ed arcieri che possono compiere solo una delle due azioni). Vi sono due tipi di unità che muovono ed attaccano in maniera diversa rispetto a tutte le altre; trattasi dell'Ogre tra le forze del Caos e del cannone nell'esercito imperiale. Queste due unità si differenziano dalle altre anche per il fatto che l'unità stessa è composta da un solo elemento (un solo ogre ed un solo cannone) al posto dei comuni 5 o 3.
Il combattimento vero e proprio viene risolto tramite il lancio di alcuni dadi speciali, i quali presentano un teschio su tre delle sei facce, uno scudo su una faccia, mentre le due facce restanti sono vuote. Il giocatore che controlla l'unità attaccante tira un numero di dadi pari alla potenza dell'unità stessa e somma il numero di teschi ottenuti. Anche il giocatore che controlla l'unità attaccata tira un numero di dadi dipendente dalla potenza dell'unità e somma gli scudi ottenuti. I teschi ottenuti dall'attaccante sono le ferite inflitte all'unità nemica, alle quali vanno sottratti tutti gli scudi ottenuti dal difensore. Ogni unità in gioco parte con 3 punti ferita (con l'unica eccezione dell'ogre che ne possiede 6), persi i quali viene rimossa dal gioco.

## Forze

### Esercito Imperiale
- Lord Cavalieri: è un'unità di cavalleria e la più potente dell'intero esercito imperiale. Tra le carte battaglia ve ne sono alcune che consentono ai Lord Cavalieri di effettuare una carica e quindi attaccare lanciando un dado in più del normale. Altre consentono di effettuare la carica non solo ai Lord Cavalieri, ma anche ai Cavalieri Imperiali.
- Cavalieri Imperiali: compongono forti unità di cavalleria anche se di un livello meno potenti dei Lord Cavalieri. Alcune carte battaglia consentono loro di effettuare una carica in attacco, permettendo al giocatore che li controlla di tirare un dado aggiuntivo.
- Uomini in Armi Imperiali: compongono le normali unità di fanteria imperiali.
- Arcieri Imperiali: semplici unità in grado di attaccare a distanza.
- Balestrieri Imperiali: hanno la stessa potenza degli Arcieri, ma la gittata dei loro attacchi raggiunge i 3 esagoni invece che i 2 degli Arcieri.
- Cannone: è in grado di sferrare attacchi dalla distanza potenzialmente letali. Il suo funzionamento è unico e prevede l'utilizzo dei tasselli cannone inclusi nel gioco, i quali riportano tre tipi di immagine: il proiettile che vola, che rimbalza sul terreno o che esplode. Il giocatore sceglie l'unità bersaglio e pesca un tassello cannone per ogni esagono che separa il cannone dal bersaglio stesso; se il proiettile raggiunge il bersaglio tramite tasselli che raffigurano il volo o il rimbalzo, allora il bersaglio viene distrutto, se invece un tassello esplosione compare prima, allora il bersaglio non viene raggiunto dal colpo (se nell'esagono sul quale viene estratta l'esplosione è presente un'altra unità, questa viene distrutta). Se i tasselli intermedi con il rimbalzo compaiono in corrispondenza di esagoni contenenti delle unità, queste subiscono un punto ferita. Infine se un tassello esplosione viene estratto immediatamente nella casella adiacente al cannone stesso, è necessario pescare un ulteriore tassello ed applicare il risultato al cannone (nulla in caso di volo, un punto ferita in caso di rimbalzo e la distruzione in caso di una seconda esplosione).

### Esercito del Caos
- Campioni del Caos: è un'unità di cavalleria e la più potente dell'intero esercito del Caos. Tra le carte battaglia ve ne sono alcune che consentono ai Campioni del Caos di effettuare una carica e quindi attaccare lanciando un dado in più del normale.
- Campione degli Ogre: questa imponente creatura rappresenta da sola un'intera unità ed è anche la più resistente dell'intero gioco essendo l'unica ad avere a disposizione 6 punti ferita invece di 3. Quando è il suo turno di entrare in azione, non si limita a muoversi di un esagono e poi attaccare. Il giocatore che controlla l'Ogre deve invece mescolare le 6 carte ogre incluse nel gioco, 3 delle quali consentono il movimento di un esagono e le altre 3 un attacco, e pescarle una dopo l'altra. L'Ogre può quindi svolgere le sei azioni nell'ordine di pesca delle carte. In un turno quindi l'Ogre può potenzialmente muoversi di ben 3 esagoni ed attaccare 3 volte. Ogni volta che l'Ogre subisce un punto ferita, potrà avvalersi di una carta in meno, vedendo quindi la sua efficacia ridursi via via che accumula ferite.
- Guerrieri del Caos: compongono le più forti unità di fanteria semplice del gioco, avendo un valore di potenza ineguagliato.
- Arcieri del Caos: si tratta di normali unità di arcieri, ma sono le uniche in grado di attaccare a distanza nell'esercito del Caos.
- Orchi: compongono normali unità di fanteria.
- Uomini Bestia: in tutto simili alle unità di Orchi.
- Cavalcatori di Lupi: si tratta di unità di cavalleria di scarsa potenza ma molto veloci. Ciò deriva dal fatto che tra le carte battaglia ve ne sono molte che li raffigurano ed inoltre ve ne sono alcune di speciali che consentono loro di muovere di 2 esagoni in un turno al posto di uno solo.
- Goblin: compongono le unità di fanteria meno potenti dell'intero gioco.

## Espansioni
Sono state pubblicate due espansioni per Battle Masters che si limitano ad aggiungere miniature, e quindi unità, ai due eserciti. Si tratta di I Lord Imperiali per l'esercito imperiale e I Predatori del Caos per quanto riguarda le forze del Caos.

### I Lord Imperiali
- 1 Cannone
- 3 Cavalieri Imperiali
- 1 Lord Imperiale (ha la caratteristica di rappresentare da solo un'unità ma dotata di un solo punto ferita)
- 5 Uomini in Armi Imperiali
- 5 Balestrieri Imperiali
- 10 Arcieri Imperiali

### I Predatori del Caos
- 20 Uomini Bestia
- 2 Campioni degli Ogre
- 2 Signori del Caos (hanno la caratteristica di rappresentare da soli singole unità ma dotate di un solo punto ferita ciascuna)